# Claudia Umpierrez
Claudia Umpierrez (Pan de Azúcar/Maldonado, 1983. január 6. –) uruguayi nemzetközi női labdarúgó-játékvezető. Teljes neve Claudia Ines Umpierrez Rodríguez. Polgári foglalkozása ügyvéd.

## Pályafutása
Játékvezetésből 1999-ben vizsgázott. 2001-től Montevideóban kezdett működni. A AUF Játékvezető Bizottságának (JB) minősítésével 2010-től a Primera División, majd a Segunda Division, 2016-tól a Primera División profi játékvezetője. Küldési gyakorlat szerint rendszeres 4. bírói, illetve alapvonalbírói szolgálatot is végez. A nemzeti női labdarúgó bajnokságban kiemelkedően foglalkoztatott bíró.
A Uruguayi labdarúgó-szövetség JB terjesztette fel nemzetközi játékvezetőnek, a Nemzetközi Labdarúgó-szövetség (FIFA) 2009-től tartja nyilván női bírói keretében. A FIFA JB központi nyelvei közül a spanyolt és az angolt beszéli. COMNEBOL JB besorolása szerint elit kategóriás bíró. Több nemzetek közötti válogatott (Női labdarúgó-világbajnokság, Algarve-kupa), valamint Copa Libertadores Femenina klubmérkőzést vezetett, vagy működő társának 4. bíróként illetve alapvonalbíróként segített.
A 2012-es U17-es női labdarúgó-világbajnokságon a FIFA JB bíróként alkalmazta.
| Időpont              | Helyszín                                | Mérkőzés típusa              | Mérkőzés                                      | Eredmény | Nézők száma |
| -------------------- | --------------------------------------- | ---------------------------- | --------------------------------------------- | -------- | ----------- |
| 2019. szeptember 22. | Városi Stadion, Lankaran                | csoportmérkőzés (B. csoport) | Franciaország–Egyesült Államok                | 0 – 0    | 8100        |
| 2019. szeptember 29. | Dalga Stadion, Baku                     | csoportmérkőzés (A. csoport) | Kanada–Azerbajdzsán                           | 1 – 0    | 5000        |
| 2012. október 9.     | Eighth Kilometer District Stadion, Baku | egyik elődöntő               | Francia U17-es női labdarúgó-válogatott–Ghána | 2 – 1    | 4651        |

A 2014-es U20-as női labdarúgó-világbajnokságon a FIFA JB 4. (tartalék) játékvezetőkánt vette igénybe szolgálatát.
A 2015-ös női labdarúgó-világbajnokságon a FIFA JB hivatalnokként alkalmazta. A FIFA JB 2015 márciusában nyilvánosságra hozta annak a 29 játékvezetőnek (22 közreműködő valamint 7 tartalék, illetve 4. bíró) és 44 asszisztensnek a nevét, akik közreműködhettek Kanadában a női labdarúgó-világbajnokságon. A kijelölt játékvezetők és asszisztensek 2015. június 26-án Zürichben, majd két héttel a világtorna előtt Vancouverben vettek rész továbbképzésen, egyben végrehajtják a szokásos elméleti és fizikai Cooper-tesztet. Világbajnokságon vezetett mérkőzéseinek száma: 3.
| Időpont          | Helyszín                                | Mérkőzés típusa              | Mérkőzés                    | Eredmény | Nézők száma |
| ---------------- | --------------------------------------- | ---------------------------- | --------------------------- | -------- | ----------- |
| 2015. június 8.  | Investors Group Field Stadion, Winnipeg | csoportmérkőzés (D. csoport  | Egyesült Államok–Ausztrália | 3 – 1    | 31 148      |
| 2015. június 16. | Commonwealth Stadion, Edmonton          | csoportmérkőzés (C. csoport) | Svájc–Kamerun               | 1 – 2    | 10 177      |
| 2015. június 27. | BC Place Stadion, Vancouver             | egyik negyeddöntő            | Anglia–Kanada               | 2 – 1    | 54 027      |

A 2016. évi nyári olimpiai játékokon a FIFA JB bírói szolgálatra jelölte.
| Időpont             | Helyszín                            | Mérkőzés típusa              | Mérkőzés                                                          | Eredmény | Nézők száma |
| ------------------- | ----------------------------------- | ---------------------------- | ----------------------------------------------------------------- | -------- | ----------- |
| 2016. augusztus 6.  | Estádio Mineirão, Belo Horizonte    | csoportmérkőzés (G. csoport) | Amerikai női labdarúgó-válogatott–Franciaország                   | 1 – 0    | 11 782      |
| 2016. augusztus 12. | Arena Fonte Nova, Salvador da Bahia | egyik negyeddöntő            | Kanadai női labdarúgó-válogatott–Francia női labdarúgó-válogatott | 1 – 0    | 38 688      |

A 2015-ös Algarve-kupa labdarúgó tornán a FIFA JB játékvezetőként vette igénybe szolgálatát. A labdarúgó torna nyitómérkőzését irányította. Sir Stanley Rous:"Már az a játékvezető is megtisztelve érezheti magát, aki a nagy világverseny első mérkőzését dirigálhatja. Egy nagy színjáték prológusaként irányt szabhat a többi kollégájának". A labdarúgó torna a 2015-ös női labdarúgó-világbajnokság főpróbája volt.
| Időpont          | Helyszín                    | Mérkőzés típusa              | Mérkőzés                                | Eredmény |
| ---------------- | --------------------------- | ---------------------------- | --------------------------------------- | -------- |
| 2015. március 4. | Bela Vista Stadion, Parchal | csoportmérkőzés (C. csoport) | Japán–Dánia                             | 1 – 2    |
| 2015. március 9. | Városi Stadion, Albufeira   | csoportmérkőzés (B. csoport) | Norvégia–Svájc női labdarúgó-válogatott | 2 – 2    |

2010-ben, első alkalommal a COMNEBOL JB megbízta a Copa Libertadores Femenina egyik csoportmérkőzésének vezetésével.
| Időpont          | Helyszín               | Mérkőzés típusa              | Mérkőzés                            | Eredmény |
| ---------------- | ---------------------- | ---------------------------- | ----------------------------------- | -------- |
| 2010. október 4. | Arena Barueri, Barueri | csoportmérkőzés (B. csoport) | Everton (chilei)–Florida (bolíviai) | 6 – 0    |

2015-ben 1040 nemzetközi női játékvezető közül a Nemzetközi Labdarúgás-történeti és -statisztikai Szövetség (IFFHS) az év tíz legjobb női labdarúgó-játékvezetője közé rangsorolta. Jana Adámková mögött a 10. helyen végzett. 2015-től az AUF női labdarúgó iroda vezetője. 2016-ban a Montevideói Polgármesteri Hivatal sporttevékenységének elismeréseként kitüntette.